# 想い出ぼろぼろ
「想い出ぼろぼろ」（おもいでぼろぼろ）は、内藤やす子の楽曲。1976年9月1日に3枚目のシングルとして発売された。

## 解説
内藤は同曲のヒットにより、1976年末の第18回日本レコード大賞で最優秀新人賞と作曲賞、第9回日本有線大賞で最優秀新人賞、第9回全日本有線放送大賞で最優秀新人賞、第7回日本歌謡大賞、放送音楽新人賞を受賞した。
累計売上は80万枚

## 収録曲
| #         | タイトル           | 作詞      | 作曲      | 編曲         | 時間 |
| --------- | ------------------ | --------- | --------- | ------------ | ---- |
| 1.        | 「想い出ぼろぼろ」 | 阿木燿子  | 宇崎竜童  | 馬飼野康二   | 3:27 |
| 2.        | 「ひとりぼっち」   | 橋本淳    | 川口真    | あかのたちお | 3:07 |
| 合計時間: | 合計時間:          | 合計時間: | 合計時間: | 合計時間:    | 6:34 |